# Юрій «Алексіс» Алексєєв
Юрій «Алексіс» Алексєєв (рос. Юрий «Алексис» Алексеев) (25 лютого 1965 р.) — російський рок-музикант, гітарист гуртів Черный Обелиск (з 1986 по 1995 роки) та Маврин (з 1999 року).
Юрій Алексєєв також відомий через створення власного сольного проекту під назвою «Триумфальная Арка». Проект що проіснував з 1989 по 1990 рік, за цей час учасники дали три концерта та записали альбом «Мир — дьявол». Окрім того, гітарист брав безпосередню участь в створенні відомої радянської та російської треш-метал групи Коррозия Металла, а також грав у групі «Мастадонт».
В 2011 році Юрій Алексєєв розпочав роботу над своїм сольним альбомом, який планується випустити у форматі інтернет-сингла.
Юрій Алексєєв вважається одним із найкращих ритм-гітаристів Росії.